# Forte de São Francisco (Salvador)
O Forte de São Francisco localizava-se na extremidade norte da Cidade Baixa da primitiva Salvador, no litoral do atual estado brasileiro da Bahia.

## História
Ignorado pela historiografia clássica em história das fortificações do Brasil, este forte encontra-se em iconografia de João Teixeira Albernaz, o velho (Planta da Restituição da Bahia, 1631. Mapoteca do Ministério das Relações Exteriores, Rio de Janeiro), sobre a praia, defendendo o porto.
Integra os desenhos e plantas de José António Caldas (Planta e fachada do forte de S. Francisco. in: Cartas topográficas contem as plantas e prospectos das fortalezas que defendem a cidade da Bahia de Todos os Santos e seu reconcavo por mar e terra, c. 1764. Arquivo Histórico Ultramarino, Lisboa), com planta no formato de um polígono pentagonal irregular, em alvenaria de pedra e cal, com parapeitos à barbeta. Sobre o terrapleno, erguia-se edificação de dois pavimentos, abrigando as dependências de serviço (Casa do Comando, quartéis, Casa da Palamenta e outras).
Encontra-se também representado em iconografia de Carlos Julião, sob o nome de 3. S. Francisco (Elevaçam e fasada que mostra em prospeto pela marinha, a cidade de Salvador, Bahia de todos os Santos, 1779. Gabinete de Estudos Arqueológicos de Engenharia Militar, Lisboa), ilustrada com os desenhos de trajes típicos femininos.
Gustavo Barroso, prefaciando BARRETTO (1958), relaciona-o entre as estruturas defensivas da Capital e arredores (op. cit, p. 17), mas o corpo da obra não a desenvolve, omitindo-a.